# 美會神学校

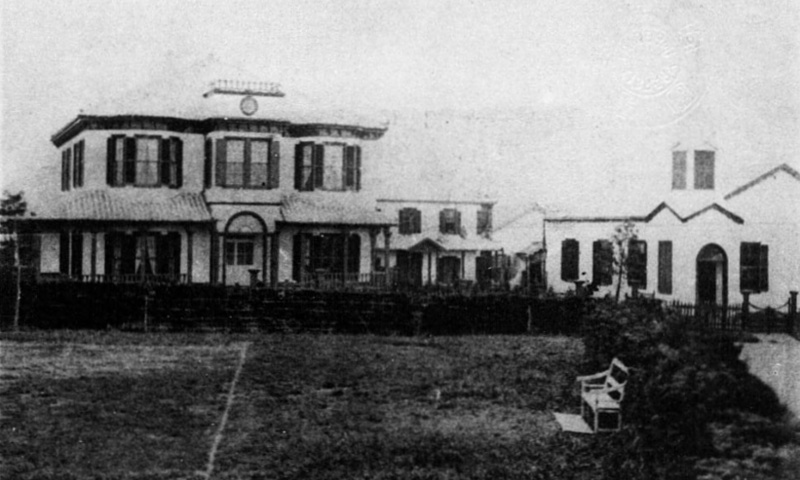
美會神学校

美會神学校（みかいしんがっこう）は、1879年（明治12年）に米国メソジスト監督教会宣教師ロバート・S・マクレイらが横浜山手に設立した学校で、海岸女学校・耕教学舎とともに今日の青山学院の源流の一つとなった。

## 概要
1873年（明治6年）に宣教総理として来日したマクレイは横浜に宣教部を置いて伝道活動を開始したが、伝道と同時に学校教育をも行いたいとの希望を米国の伝道局に伝え、山手221番地に木造2階建ての校舎と寄宿舎を新築した。さらにボルティモア年会のジョン・F・ガウチャーからも1万ドルの寄附を受け、1879年（明治12年）10月1日に開校式を行った。最初の入学者は十数名で、そのうち神学生は5名であった。3年制の神学科と普通科を設け、漢学以外の講義はすべて英語で行われた。
しかし、学校の所在地としては横浜よりも東京のほうが望ましいというので、ガウチャーの支援を受けて1882年（明治15年）9月に東京築地に移転して東京英学校（耕教学舎の後身）と合併し、さらに翌年赤坂区青山南町七丁目の開拓使農事試験場第二官園跡地に移転し、東京英和学校と改称した。
山手の旧校舎は女性宣教師C・W・ヴァン・ペテンの聖経女学校に受け継がれた。同校は1923年（大正12年）に長崎の活水女学校神学部と合併して日本女子神学院と改称したのち、1928年（昭和3年）に青山学院神学部と合併して神学部女子部となった。

## おもな教員
- M・S・ヴェイル - 校長。ゲイキー（英語版）の基督伝を講じた[12]。
- ロバート・S・マクレイ - 説教学[12]
- ジュリアス・ソーパー - ロルストンの神学[12]
- A・H・コレル - 組織神学[12]
- メリマン・ハリス - ウェーランド（英語版）の修身学[12]
- ギデオン・ドレーパー - 心理学、算術、地理[13]
- 佐藤愛麿 - ジェヴォンズの論理学とロスコーの小化学書を講じた[14]。
- 熊野与 - 旧大村藩出身の漢学者。熊野雄七の父[15]。
- 奥信忠 - 旧幕臣。通訳を務めたが、キリスト教に対しては批判的だったという[15]。

## 出身者
- 山鹿旗之進
- 山田寅之助
- 国沢新兵衛
- 石坂正信